# Pavetta gracillima
Pavetta gracillima är en måreväxtart som beskrevs av Spencer Le Marchant Moore. Pavetta gracillima ingår i släktet Pavetta och familjen måreväxter. Inga underarter finns listade i Catalogue of Life.